# Charly Malié
Pas d'image ? Cliquez ici

a Compétitions nationales et continentales officielles uniquement.

b Matchs officiels uniquement.
Dernière mise à jour le 19 octobre 2024.
Charly Malié, né le 5 novembre 1991 à Béziers, est un joueur de rugby à XV international espagnol qui évolue au poste d'arrière. Il a joué jusqu'en 2014 au sein de l'effectif de l'AS Béziers Hérault avant de faire une saison à l'US Montauban puis de rejoindre la Section paloise en 2015. Attaché à sa ville d'origine, en 2021, il revient à Béziers et réintègre l'AS Béziers Hérault.

## Biographie

### Formation
Charly Malié est un pur produit de la formation biterroise. Il rejoint le centre de formation de l'AS Béziers à l'âge de 10 ans et va y faire toutes ses classes.

### En club

#### AS Béziers Hérault (2010-2014)
Charly Malié dispute son premier match avec l'équipe première en 2009 lors du Challenge Vaquerin face au stade aurillacois à Lacaune en tant que demi d'ouverture.
Il joue la majeure partie de la saison 2010-2011 avec les espoirs (seulement cinq matches avec l'équipe professionnelle), avant de s'imposer en équipe première la saison suivante.
Charly Malié quitte l'AS Béziers à l'intersaison 2014 et rejoint l'US Montauban.

#### US Montauban (2014-2015)
Charly Malié ne reste qu'une seule saison dans le Tarn-et-Garonne où il joue vingt matches et inscrit 95 points.

#### Section paloise Béarn Pyrénées (2015-2021)
Charly Malié rejoint la Section paloise en 2015 et découvre ainsi le Top 14. Lors de sa première saison, il dispute 14 matches, dont 7 en tant que titulaire, de Top 14 et inscrit 1 essai. Il joue également 5 matches de Challenge européen.
Il gagne de l'importance dans l'effectif palois dès la saison suivante en disputant 23 matches, dont 18 comme titulaire, de Top 14 et 5 matches européens.
Lors des deux saisons suivantes, 2017-2018 et 2018-2019, il continue à s'affirmer comme un joueur majeur du club béarnais, jouant respectivement 22 matches (20 comme titulaire) et 20 matches (19 comme titulaire) de Top 14. Durant ces deux saisons, il inscrit 4 essais (3 lors de la saison 2017-2018 et 1 lors de la saison 2018-2019). En juin 2019, il prolonge son contrat jusqu'en 2022.
Lors de la saison 2019-2020, il dispute 13 matches (12 comme titulaire) de Top 14 et 3 matches de Challenge européen. En raison de la pandémie de COVID 19, la saison est arrêtée à l'issue de la 17e journée de Top 14.
Durant la saison 2020-2021, il dispute 16 matches de Top 14 et 1 match de Challenge européen. Lors de la dernière journée de la saison 2020-2021 de Top 14 face au Montpellier Hérault rugby, il offre une passe décisive à Julien Fumat qui tire sa révérence à l'issue du match après 16 saisons au club. C'est aussi son dernier match sous les couleurs paloises après 6 saisons au club.

#### AS Béziers Hérault (depuis 2021)
Charly Malié s'engage avec son club formateur en Pro D2 à partir de la saison 2021-2022. Il commence la saison dans le XV de départ dès la première journée de Pro D2 face au Stade aurillacois. Un retour difficile pour Charly Malié qui en 20 matches de Pro D2 disputés, pour la première fois de sa carrière, n'a pas inscrit le moindre point de la saison.
Lors du barrage de la saison 2023-2024 face au CA Brive, il délivre la passe décisive à Hans N'Kinsi à la 76e minute, permettant à son équipe de remporter le match 33 à 31. Il déclare : « Ce que nous vivons est exceptionnel. J’ai vraiment l’impression de vivre un rêve de gosse, je me souviens qu’enfant, je m’imaginais jouer ce type de match de phase finale devant le stade plein. ». L'AS Béziers est éliminée en demi-finale face au RC Vannes (21 à 27).
En février 2025, il prolonge son contrat jusqu'en juin 2027.

### En équipe nationale
Charly Malié est international espagnol.
À l'âge de 18 ans, alors qu'il joue en Fédérale 1, il décide de porter les couleurs de la sélection espagnole alors entraînée par Régis Sonnes car il a accroché au projet porté par le sélectionneur.
Depuis 2011, il a participé à plusieurs reprises au Championnat européen des nations et participe avec son coéquipier de club, Pierre Nueno, à l'édition 2019.
En 2018, lors du dernier match qualificatif, la Belgique bat l'Espagne dans des circonstances particulières[Lesquelles ?]. Charly Malié ne participe pas à sa première Coupe du Monde de rugby.
En mars 2022, lors de l'avant dernière journée du championnat d'Europe, il est titulaire avec l'Espagne face à l'équipe du Portugal. L'Espagne remporte le match (33 à 28), s'assurant ainsi la deuxième place du tournoi et une qualification pour la Coupe du monde de rugby 2023. L'Espagne est finalement disqualifié de la Coupe du monde.
| Essai | Adversaire | Lieu                            | Compétition                           | Date         | Résultat | Score   |
| ----- | ---------- | ------------------------------- | ------------------------------------- | ------------ | -------- | ------- |
| 1     | Portugal   | Stade national du Jamor, Oeiras | International Championships 2020-2021 | 27 mars 2021 | Défaite  | 28 - 43 |

## Statistiques
Les statistiques en club de Charly Malié :
| Saison                | Saison                | Championnat | Championnat | Championnat | Championnat | Championnat | Championnat | Championnat | Coupes d'Europe                        | Coupes d'Europe                        | Coupes d'Europe                        | Coupes d'Europe                        | Coupes d'Europe                        | Coupes d'Europe                        | Coupes d'Europe                        |
| Saison                | Saison                | Compétition | M           | Pts         | Ess.        | Pén.        | Tr.         | Dp.         | Compétition                            | M                                      | Pts                                    | Ess.                                   | Pén.                                   | Tr.                                    | Dp.                                    |
| --------------------- | --------------------- | ----------- | ----------- | ----------- | ----------- | ----------- | ----------- | ----------- | -------------------------------------- | -------------------------------------- | -------------------------------------- | -------------------------------------- | -------------------------------------- | -------------------------------------- | -------------------------------------- |
| 2010-2011             | AS Béziers            | Fédérale 1  | 5           | -           | -           | -           | -           | -           | Pas de qualification en Coupe d'Europe | Pas de qualification en Coupe d'Europe | Pas de qualification en Coupe d'Europe | Pas de qualification en Coupe d'Europe | Pas de qualification en Coupe d'Europe | Pas de qualification en Coupe d'Europe | Pas de qualification en Coupe d'Europe |
| 2011-2012             | AS Béziers            | Pro D2      | 25          | 25          | 3           | 2           | 2           | -           | Pas de qualification en Coupe d'Europe | Pas de qualification en Coupe d'Europe | Pas de qualification en Coupe d'Europe | Pas de qualification en Coupe d'Europe | Pas de qualification en Coupe d'Europe | Pas de qualification en Coupe d'Europe | Pas de qualification en Coupe d'Europe |
| 2012-2013             | AS Béziers            | Pro D2      | 18          | 60          | 3           | 10          | 6           | 1           | Pas de qualification en Coupe d'Europe | Pas de qualification en Coupe d'Europe | Pas de qualification en Coupe d'Europe | Pas de qualification en Coupe d'Europe | Pas de qualification en Coupe d'Europe | Pas de qualification en Coupe d'Europe | Pas de qualification en Coupe d'Europe |
| 2013-2014             | AS Béziers            | Pro D2      | 23          | 115         | -           | 33          | 8           | -           | Pas de qualification en Coupe d'Europe | Pas de qualification en Coupe d'Europe | Pas de qualification en Coupe d'Europe | Pas de qualification en Coupe d'Europe | Pas de qualification en Coupe d'Europe | Pas de qualification en Coupe d'Europe | Pas de qualification en Coupe d'Europe |
| Total AS Béziers      | Total AS Béziers      | Fédérale 1  | 5           | -           | -           | -           | -           | -           | -                                      | -                                      | -                                      | -                                      | -                                      | -                                      | -                                      |
| Total AS Béziers      | Total AS Béziers      | Pro D2      | 66          | 200         | 6           | 45          | 16          | 1           | -                                      | -                                      | -                                      | -                                      | -                                      | -                                      | -                                      |
| 2014-2015             | US Montauban          | Pro D2      | 20          | 95          | 2           | 21          | 11          | -           | Pas de qualification en Coupe d'Europe | Pas de qualification en Coupe d'Europe | Pas de qualification en Coupe d'Europe | Pas de qualification en Coupe d'Europe | Pas de qualification en Coupe d'Europe | Pas de qualification en Coupe d'Europe | Pas de qualification en Coupe d'Europe |
| Total US Montauban    | Total US Montauban    | Pro D2      | 20          | 95          | 2           | 21          | 11          | -           | -                                      | -                                      | -                                      | -                                      | -                                      | -                                      | -                                      |
| 2015-2016             | Section paloise       | Top 14      | 14          | 5           | 1           | -           | -           | -           | Challenge européen                     | 5                                      | -                                      | -                                      | -                                      | -                                      | -                                      |
| 2016-2017             | Section paloise       | Top 14      | 23          | 10          | 2           | -           | -           | -           | Challenge européen                     | 5                                      | -                                      | -                                      | -                                      | -                                      | -                                      |
| 2017-2018             | Section paloise       | Top 14      | 22          | 15          | 3           | -           | -           | -           | Challenge européen                     | 4                                      | -                                      | -                                      | -                                      | -                                      | -                                      |
| 2018-2019             | Section paloise       | Top 14      | 20          | 5           | 1           | -           | -           | -           | Challenge européen                     | 3                                      | -                                      | -                                      | -                                      | -                                      | -                                      |
| 2019-2020             | Section paloise       | Top 14      | 13          | 5           | 1           | -           | -           | -           | Challenge européen                     | 3                                      | 5                                      | 1                                      | -                                      | -                                      | -                                      |
| 2020-2021             | Section paloise       | Top 14      | 19          | 5           | 1           | -           | -           | -           | Challenge européen                     | 1                                      | -                                      | -                                      | -                                      | -                                      | -                                      |
| Total Section paloise | Total Section paloise | Top 14      | 111         | 45          | 9           | -           | -           | -           | Challenge européen                     | 21                                     | 5                                      | 1                                      | -                                      | -                                      | -                                      |
| 2021-2022             | AS Béziers            | Pro D2      | 20          | -           | -           | -           | -           | -           | Pas de qualification en Coupe d'Europe | Pas de qualification en Coupe d'Europe | Pas de qualification en Coupe d'Europe | Pas de qualification en Coupe d'Europe | Pas de qualification en Coupe d'Europe | Pas de qualification en Coupe d'Europe | Pas de qualification en Coupe d'Europe |
| 2022-2023             | AS Béziers            | Pro D2      | 18          | 10          | 2           | -           | -           | -           | Pas de qualification en Coupe d'Europe | Pas de qualification en Coupe d'Europe | Pas de qualification en Coupe d'Europe | Pas de qualification en Coupe d'Europe | Pas de qualification en Coupe d'Europe | Pas de qualification en Coupe d'Europe | Pas de qualification en Coupe d'Europe |
| 2023-2024             | AS Béziers            | Pro D2      | 27          | 7           | 1           | -           | 1           | -           | Pas de qualification en Coupe d'Europe | Pas de qualification en Coupe d'Europe | Pas de qualification en Coupe d'Europe | Pas de qualification en Coupe d'Europe | Pas de qualification en Coupe d'Europe | Pas de qualification en Coupe d'Europe | Pas de qualification en Coupe d'Europe |
| 2024-2025             | AS Béziers            | Pro D2      | 7           | -           | -           | -           | -           | -           | Pas de qualification en Coupe d'Europe | Pas de qualification en Coupe d'Europe | Pas de qualification en Coupe d'Europe | Pas de qualification en Coupe d'Europe | Pas de qualification en Coupe d'Europe | Pas de qualification en Coupe d'Europe | Pas de qualification en Coupe d'Europe |
| Total AS Béziers      | Total AS Béziers      | Pro D2      | 74          | 17          | 3           | -           | 1           | -           | -                                      | -                                      | -                                      | -                                      | -                                      | -                                      | -                                      |

## Palmarès
Vainqueur du Trophée Jean Prat (fédérale 1) en 2011.